# Branchos
Dans la mythologie grecque, Branchos (en grec ancien Βράγχος / Bránkhos) est un héros de la région de Milet aimé d'Apollon, dont il reçoit le don de voyance. Il est l'ancêtre mythique des Branchides, une caste sacerdotale qui administre le sanctuaire d'Apollon à Didymes.

## Mythe
Branchos est le fils de Smicros, natif de Delphes établi à Milet, et de la fille d'un notable local dont le nom n'est pas connu. Certains en font le descendant de Daitas du côté de son père et des Lapithes du côté de sa mère ou de Machaerée, sachant que Daitas est parfois cité comme le père de ce dernier,. Pendant sa grossesse, sa mère a eu une vision où le soleil entrait dans sa bouche, lui parcourait le corps et ressortait par son ventre, d'où le nom donné au nouveau-né, « Branchos », c'est-à-dire la gorge ou les bronches,.
Quand Branchos devient jeune homme, il est aimé d'Apollon, qui lui apprend l'art de la divination. En remerciement, il fonde à Didymes, au sud de Milet, un temple en l'honneur du dieu,. Son oracle, desservi par les Branchides, ou descendants de Branchos, est tout au long de l'Antiquité presque aussi prestigieux que celui de Delphes.
En réalité, « Branchos » signifie « enrouement, angine » et non « gorge » : cette étymologie approximative a très vraisemblablement été greffée sur un récit ancien faisant de Branchos le fils du Soleil. Il est probable que le nom de Branchos provienne d'une langue non-hellénique d'Asie mineure et qu'un culte solaire ait existé localement avant l'arrivée des Grecs d'Ionie. Le mythe aurait été modifié par les Grecs au IIIe siècle av. J.-C., après la restauration du culte à Didymes, et pour l'ancrer dans la tradition de Delphes : le père de Branchos devient originaire de Delphes et Branchos, de fils du Soleil, devient aimé d'Apollon.